# Witold Kaczyński
Witold Kaczyński (ur. ok. 1913 w Hałajkach (obecnie Ukraina), zm. 1989), polski prawnik, działacz akademicki, żołnierz Polski Podziemnej.
W latach 1918–1920 mieszkał w Berdyczowie, gdzie jego ojciec był dyrektorem gimnazjum Polskiej Macierzy Szkolnej. Podczas wojny polsko-bolszewickiej rodzina Kaczyńskich przybyła do Warszawy wraz z wojskami polskimi wycofującymi się z Ukrainy podczas ofensywy Tuchaczewskiego, skąd następnie przeniosła się do Płocka a później do Skierniewic.
W 1931 ukończył kierowane przez jego ojca gimnazjum im. Bolesława Prusa w Skierniewicach a w 1932 rozpoczął studia na Wydziale Prawa Uniwersytetu Warszawskiego, które ukończył w 1936.
24 lutego 1933 został członkiem Korporacji Akademickiej Welecja. W roku akademickim 1938/1939 był jej ostatnim przedwojennym prezesem.
W czasie II wojny światowej był referentem sądowym odpowiedzialnym za organizację sądownictwa podziemnego na terenie województwa łódzkiego. Członek Powiatowej Delegatury Rządu w Skierniewicach, szef Kierownictwa Walki Cywilnej pod pseudonimem "Hubert Żbikalski", rzecznik oskarżenia w Komisji Śledzącej. Od lutego 1943 przywódca Konfederacji Narodu w Skierniewicach.
Po wojnie sędzia i od 1948 adwokat. Zmarł w 1989.